# Trinity River (Teksas)
Trinity River – rzeka w Stanach Zjednoczonych, w Teksasie. 
Rzeka bierze swój początek z połączenia 4 odnóg West Fork, Clear Fork, Elm Fork oraz East Fork. Dwa pierwsze łączą się niedaleko Fort Worth, do nich około 40 km dalej, w pobliżu Dallas wpływa Elm Fork i po kolejnych 50 km połączyć się z ostatnim East Fork. Rzeka oraz tworzące ją dopływy mają charakter rzeki nizinnej, obficie meandrującej

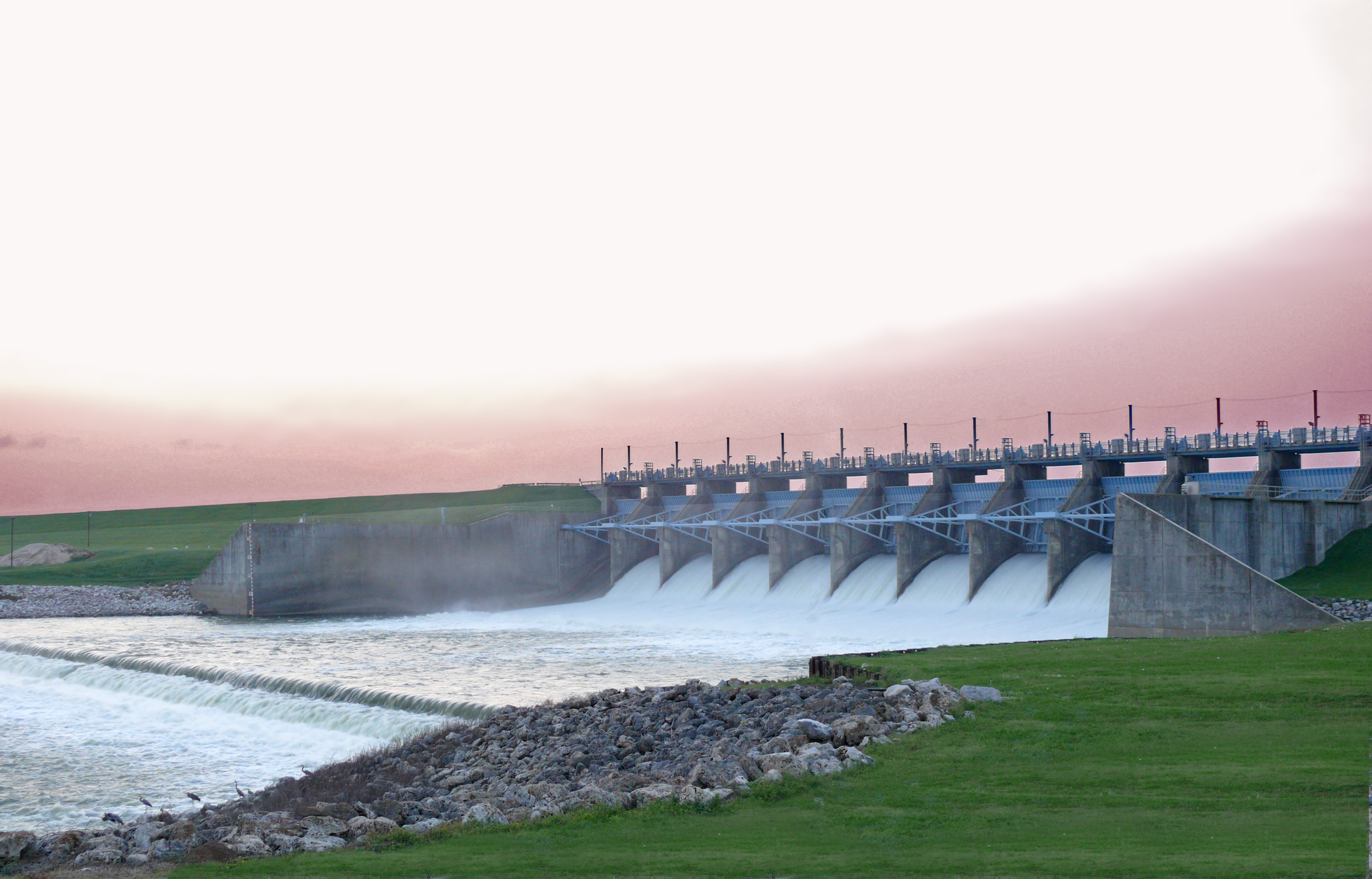
Widok na tamę Lake Livingston

Na rzece Trinity jest kilka zapór tworzących sztuczne jeziora. Największymi z nich są Ray Roberts Lake, Lake Conroe, Lavon Lake, Benbrook Lake i Lake Livingston. Wszystkie te zbiorniki oprócz charakteru regulacyjnego i zapewnienia wody w okresach suszy mają także charakter rekreacyjny. Lake Livingston zajmuje powierzchnię ponad 336 km², oraz ma 50 km długości.
Rzeka poprzez Zatokę Trinity (ang. Trinity Bay) uchodzi do Zatoki Galveston skąd dalej do Zatoki Meksykańskiej